# Paul Médinger
Paul Médinger, né le 15 juin 1859 dans l'ancien 6e arrondissement de Paris et mort le 27 avril 1895 dans la même ville, est un coureur cycliste français, casaque bleue à l'étoile jaune. 

## Biographie
Ouvrier mécanicien dans sa jeunesse, il séjourne en Angleterre puis retourne en France pour se consacrer au cyclisme.
Il effectue sa première course en 1880 à Saint-Pierre-lès-Calais où il parvient à battre Frédéric de Civry sur le 2 000 m. Il effectue ensuite son service militaire.
Il annonce mettre fin à sa carrière de coureur le 2 janvier 1894 pour devenir fabricant de cycles, rue Brunel.
Il est tué d'un coup de revolver par sa femme, Elza Weber, jalouse, qui se suicide juste après dans leur maison de la Villa des Ternes. Ils sont tous les deux inhumés au cimetière parisien de Saint-Ouen (13e puis 6e division),.

## Iconographie

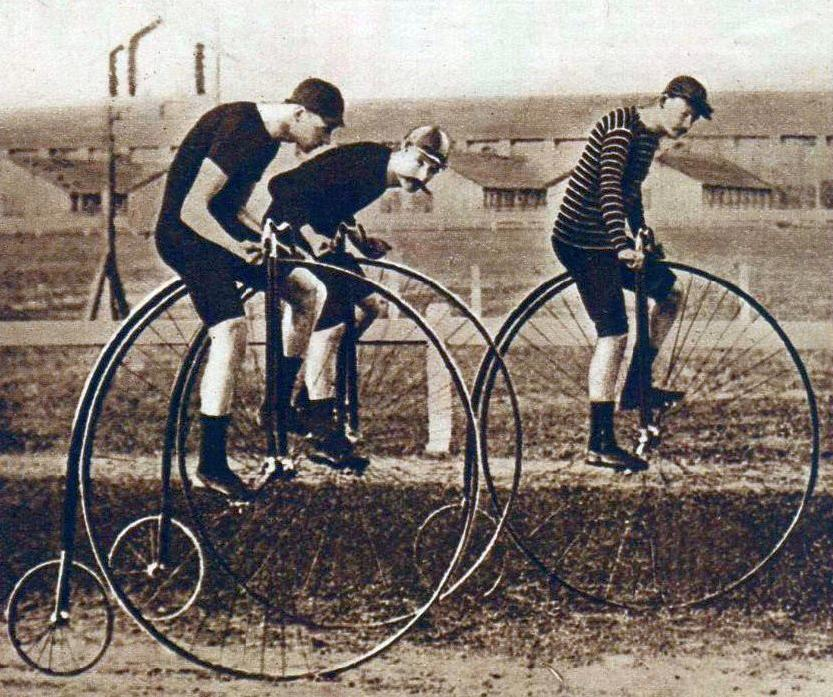
De gauche à droite en 1887, Jules Dubois, Duncan et Paul Médinger.
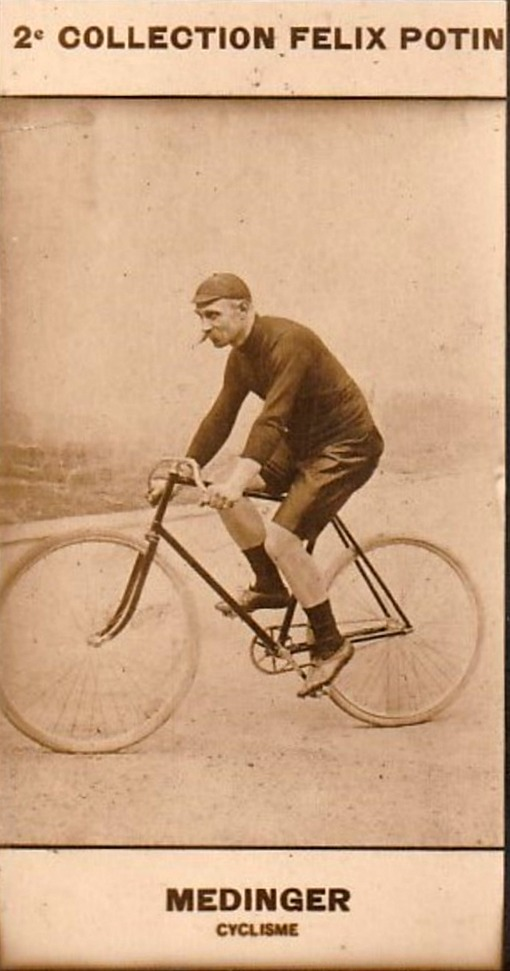
Médinger, Collection Félix Potin.
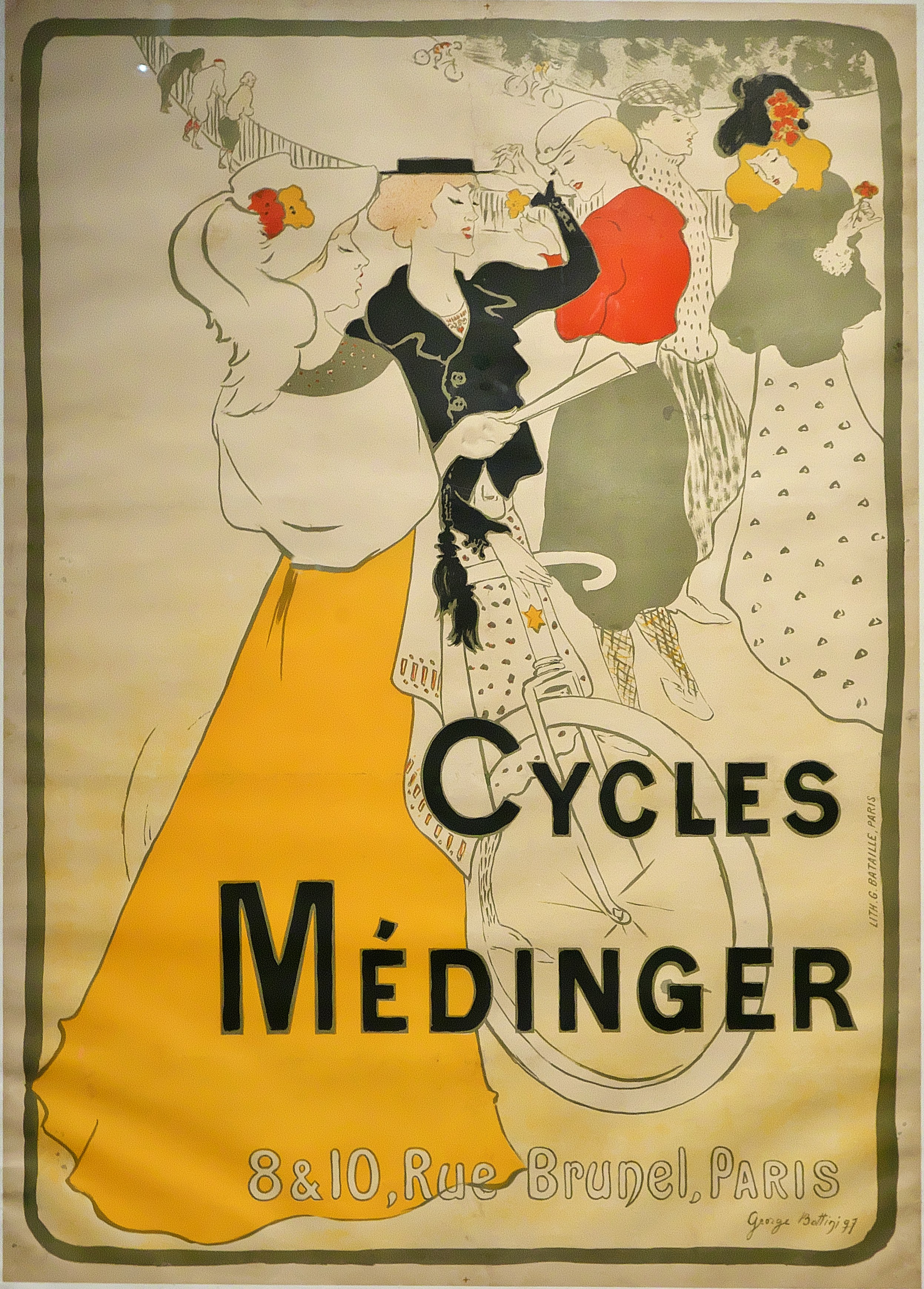
Cycles Médinger (1897), affiche de George Bottini.

## Palmarès
- 1882
  - 2e du championnat de France de vitesse
- 1883
  -  Champion de France de vitesse
- 1884
  -  Champion de France de vitesse
  - Grand Prix d'Angers[6]
- 1885
  -  Champion de France de vitesse
- 1887
  -  Champion de France de vitesse
- 1888
  - 3e du championnat de France de demi-fond
- 1890
  - 2e du championnat de France de vitesse
- 1891
  -  Champion de France de vitesse
- 1893
  -  Champion de France de vitesse
  - Grand Prix d'Angers[6]
- 1894
  - 3e du championnat de France de vitesse